# Miroslava Jánošíková
Miroslava Jánošíková (* 28. dubna 1969 Bratislava, Československo) je bývalá reprezentantka Československa a Slovenska v judu.

## Sportovní kariéra
S judem začala v 11 letech v Bratislavě. V roce 1989 startovala poprvé na mistrovství Evropy v lehké váze a obsadila pěkné 7. místo.
Na olympijskou sezonu 1992 šla o váhovou kategorii výše. V polostřední váze nahradila Lenku Šindlerovou, která musela předčasně ukončit sportovní kariéru. Hned na prvním mezinárodním turnaji v Paříži zazářila finálovou účastí a prakticky si tím zajistila místenku na olympijské hry v Barceloně. V samotném olympijském turnaji dostala v prvním a druhém kole exotické soupeřky, přes které bez větších potíží postoupila. Ve čtvrtfinále však opět nestačila na Izraelku Ja'el Aradovou a z oprav do boje o bronzovou medaili nepostoupila.
Od roku 1993 reprezentovala Slovensko, pro které vybojovala v roce 1994 historicky první a stále poslední ženskou medaili z mistrovství Evropy. Po mateřských povinnostech, které následovaly se jí však nepodařilo kvalifikovat na olympijské hry v Atlantě a dva roky nato ukončila sportovní kariéru.

## Výsledky
| Turnaj             | Československo | Československo | Československo | Československo   | Slovensko        | Slovensko        | Slovensko        | Slovensko        | Slovensko        |
| Turnaj             | 1989           | 1990           | 1991           | 1992             | 1993             | 1994             | 1995             | 1996             | 1997             |
| Turnaj             | 20             | 21             | 22             | 23               | 24               | 25               | 26               | 27               | 28               |
| Turnaj             | lehká váha     | lehká váha     | lehká váha     | polostřední váha | polostřední váha | polostřední váha | polostřední váha | polostřední váha | polostřední váha |
| ------------------ | -------------- | -------------- | -------------- | ---------------- | ---------------- | ---------------- | ---------------- | ---------------- | ---------------- |
| Olympijské hry     |                |                |                | úč.              |                  |                  |                  | —                |                  |
| Mistrovství světa  | úč.            |                | úč.            |                  | úč.              |                  | úč.              |                  | —                |
| Mistrovství Evropy | 7.             | úč.            | úč.            | úč.              | úč.              | 3.               | —                | úč.              | úč.              |